# BVE 트레인심
BVE 트레인심(Trainsim, Boso View Express, 일본어: 暴走ビューエクスプレス)은 프리웨어 철도운전 시뮬레이션 게임으로 Mackoy란 별명을 쓰고 있는 대학원생 고지마 다카시가 제작한 철도 운전 시뮬레이션 게임으로, 윈도우 98이상 운영 체제에서 실행 가능하다. 또한 버추얼 PC나 와인 같은 윈도 에뮬레이터를 통해서 다른 운영 체제에서도 실행가능하다. '.csv'이나 '.rw' (쉼표로 표시한 변수표시값)로 선로, 사물, 차량, 그리고 소리를 직접 배치해 자신만의 루트를 제작할 수 있다.

## 역사 및 이용
BVE2 → BVE4 → BVE5 → BVE6
2001년에 출시된 BVE2는 윈도우 98 이상, 비스타 미만의 운영체제를 지원하며, 오래 전에 개발이 완료된 버전이라 그래픽 효과가 단순한 편이다.
2005년에 출시된 BVE4는 윈도우 2000 이상, 7 미만의 운영체제를 지원하며, 그래픽을 일신하고 줌 기능 등의 편의 기능이 추가되었다.
2011년에 출시된 BVE5는 윈도우 XP 이상의 운영체제를 지원하며, BVE4에서 나온 오브젝트를 교환해주는 컨버터 프로그램을 이용하여 BVE5 전용 파일로 변환할 수 있다. 기존에 고정되어 있던 교행열차가 움직이는 등 기술력이 한층 더 발달하였다.
2020년에 출시된 BVE6는 윈도우 8.1 이상의 64비트 운영체제만 지원하며, 32비트는 구버전인 5를 이용해야 한다. 전체적인 구문 등이 최신판으로 판올림되었고 각종 최적화가 이루어졌으나, 안타깝게도 BVE5에 대응하는 노선 대다수를 제대로 인식하지 못한다.

## 같이 보기
- 보소 뷰 익스프레스(房総ビューエクスプレス) - BVE의 어원인 "폭주 뷰 익스프레스"(일본어: 暴走ビューエクスプレス)와 동음이의어.